# A18-as autópálya (Olaszország)
Az olaszországi A18-as autópálya Kelet-Szicíliából indul és két szakasza van.  Első szakasza Messina és Catania között halad, itt autópályadíj fizetése kötelező. Hossza 76,8 km. Második szakaszát fizetés nélkül igénybe lehet venni; a 40 km hosszú útszakasz Siracusát és Rosolinit köti össze.

## Útvonal
| Messina - Catania |                                                      |      |      |       |            |
| Típus             | Jelölés                                              | ↓km↓ | ↑km↑ | Megye | Európai út |
|                   | Messina-Palermo                                      | 0,0  | 76,8 | ME    |            |
|                   | Messina Sud fizetőkapu                               | 0,6  | 76,2 | ME    |            |
|                   | "Canale ovest" parkolóhely                           | 3,5  | -    | ME    |            |
|                   | "Mastroguglielmo ovest" parkolóhely                  | 17,9 | -    | ME    |            |
|                   | "Allume est" parkolóhely                             | -    | 56,7 | ME    |            |
|                   | "Roccalumera ovest" parkolóhely                      | 20,8 | -    | ME    |            |
|                   | Roccalumera                                          | 22,1 | 54,7 | ME    |            |
|                   | "Baracca" pihenőhely                                 | 26,4 | 50,4 | ME    |            |
|                   | "Sant'Alessio ovest" parkolóhely                     | 27,7 | -    | ME    |            |
|                   | "Parrino est" parkolóhely                            | -    | 45,4 | ME    |            |
|                   | "Silemi ovest" parkolóhely                           | 32,9 | -    | ME    |            |
|                   | "Papale est" parkolóhely                             | -    | 42,6 | ME    |            |
|                   | Taormina                                             | 36,2 | 40,6 | ME    |            |
|                   | Giardini Naxos                                       | 41,3 | 35,5 | ME    |            |
|                   | "Calatabiano" pihenőhely                             | 42,9 | 33,9 | ME    |            |
|                   | "Calatabiano est" parkolóhely                        | -    | 29,1 | CT    |            |
|                   | Fiumefreddo                                          | 48,5 | 28,3 | CT    |            |
|                   | Giarre                                               | 59,3 | 17,5 | CT    |            |
|                   | "Linera est" parkolóhely                             | -    | 12,1 | CT    |            |
|                   | "Zirmelli est" parkolóhely                           | -    | 8,3  | CT    |            |
|                   | Acireale                                             | 69,8 | 7,0  | CT    |            |
|                   | "Aci Sant'Antonio" parkolóhely                       | 71,9 | 4,9  | CT    |            |
|                   | Catania Nord fizetőkapu                              | 76,2 | 0,6  | CT    |            |
|                   | Paesi Etnei (kijárat csak Messina irányába)          | 76,7 | 0,1  | CT    |            |
|                   | Catania centro - San Gregorio Tangenziale di Catania | 76,8 | 0,0  | CT    |            |

## Fordítás
Ez a szócikk részben vagy egészben  az   Autostrada A18 című olasz Wikipédia-szócikk fordításán alapul.  Az eredeti cikk szerkesztőit annak laptörténete sorolja fel. Ez a jelzés csupán a megfogalmazás eredetét és a szerzői jogokat jelzi, nem szolgál a cikkben szereplő információk forrásmegjelöléseként.